# Ludivine Sagnier
Ludivine Sagnier (* 3. červenec 1979, La Celle-Saint-Cloud, Francie) je francouzská herečka a modelka.

## Počátky
Narodila se v La Celle-Saint-Cloud ve Francii do rodiny sekretářky a profesora. Lekce herectví začala brát už jako malá slečna a k filmu se dostala v deseti letech.

## Kariéra
Před kamerou se poprvé objevila v roce 1989 ve filmu Manželé, ženy, milenci. Českým divákům pak může být známa z velké spousty úspěšných celovečerních filmů. K těm nejznámějším patří snímky jako Cyrano z Bergeracu, Děti století, Kapky deště na rozpálených kamenech, 8 žen, Paříži, miluji Tě, Veřejný nepřítel č. 1, Bazén nebo Ďáblův dvojník.
Objevila se také v jedné z hlavních rolí seriálu Napoleon.

## Ocenění
Za své role ve filmech 8 žen, Bazén a Tajemství byla nominována na Zlatého Césara, ani jednu z nominací ale neproměnila. Za svou kariéru získala 7 ocenění, na dalších 9 byla nominována.

## Osobní život
S hercem Nicolasem Duvauchellem má dceru Bonnie, s dalším partnerem Kimem Chapironem má dceru Ly Lan.

## Vybraná filmografie

### Filmy
- 1989 - Chci domů, Manželé, ženy, milenci
- 1990 - Cyrano z Bergeracu
- 1999 - Rembrandt, Děti století
- 2000 - Kapky deště na rozpálených kamenech
- 2001 - Má žena je herečka
- 2002 - 8 žen
- 2003 - Petr Pan, Bazén
- 2005 - Jediná noc
- 2006 - Paříži, miluji Tě
- 2007 - Tajemství, Rozpolcená dívka, Písně o lásce, Moliere
- 2008 - Veřejný nepřítel č. 1, Veřejný nepřítel č. 1: Epilog
- 2010 - Zločin z lásky
- 2011 - Milovaní, Ďáblův dvojník

### Televizní seriály
- 2002 - Napoleon